# 34번가의 기적
《34번가의 기적》(Miracle On 34th Street, 영국 내 개봉명: The Big Heart)는 미국에서 제작된 조지 시튼 감독의 1947년 코미디, 드라마, 가족, 판타지, 멜로/로맨스 영화이다. 모린 오하라 등이 주연으로 출연하였고 윌리암 펄버그 등이 제작에 참여하였다.

## 줄거리
메이시스 추수감사절 퍼레이드가 열리는 아침, 산타클로스 역할을 맡은 남자가 술에 취한다. 크리스 크링글이라는 노인이 행사 책임자 도리스 워커에게 분개하며 항의한다. 도리스는 크리스를 설득하여 퍼레이드에서 산타 역할을 맡게 한다. 성공적인 역할을 마친 크리스는 이후 34번가에 있는 메이시스 뉴욕 매장의 산타로 고용된다.
장난감 부서 책임자인 셸해머 씨는 크리스에게 고객들에게 재고가 쌓인 품목을 추천하라고 지시한다. 대신 크리스는 아들이 원하는 구하기 어려운 소방차를 찾고 있는 한 여성에게 다른 상점으로 안내한다. 감명받은 그 여성은 셸해머에게 자신이 메이시스의 충성 고객이 될 것이라고 알린다.
도리스의 이웃인 변호사 프레드 게일리는 도리스의 딸 수잔을 데리고 산타를 보러 간다. 네덜란드 출신의 고아 소녀에게 크리스가 네덜란드어로 말하는 것을 들은 수잔은 놀란다. 수잔에게 동화를 믿지 않도록 가르친 도리스는 크리스에게 수잔에게 "진실"을 말해달라고 요청하지만, 크리스는 자신이 정말 산타클로스라고 주장한다.
걱정한 도리스는 크리스를 해고하기로 결정하지만, 상점 주인인 R. H. 메이시는 크리스가 만들어낸 긍정적인 홍보 때문에 도리스와 셸해머에게 보너스를 약속한다. 도리스의 의심을 덜기 위해 셸해머는 그랜빌 소이어에게 "심리 평가"를 받으라고 제안한다. 평가를 마친 소이어는 크리스를 정신병원에 입원시켜야 한다고 주장한다. 한편 수잔은 크리스에게 자신이 꿈꾸는 집의 잡지 사진을 보여주며 크리스마스 선물로 그 집을 갖고 싶다고 말한다. 크리스는 최선을 다하겠다고 약속한다.
회사 식당에서 젊은 직원 앨프레드는 크리스에게 소이어가 산타 복장을 즐겨 입는다는 이유만으로 자신이 불안정하다고 설득했다고 말한다. 크리스는 소이어와 대면하여 결국 우산으로 그의 머리를 때린다. 격분한 소이어는 크리스를 벨레뷰 병원으로 데려간다. 속아서 협조하게 되고 도리스가 속임수에 가담했다고 믿은 크리스는 일부러 검사를 통과하지 못하고 영구 입원을 권고받는다. 그러나 프레드는 크리스에게 포기하지 말라고 설득하고 법원에서 그를 변호한다.
헨리 하퍼 판사 앞에서 열린 심리에서 지방 검사 토머스 마라는 크리스가 자신이 산타클로스라고 주장하게 한 후 변론을 마치고, 하퍼에게 산타는 존재하지 않는다고 판결해 달라고 요청한다. 사적으로 하퍼의 정치 고문인 찰리 홀로란은 그렇게 할 경우 그의 다가오는 재선에 재앙이 될 것이라고 경고한다. 하퍼는 추가 증거를 듣는 방식으로 시간을 번다. 프레드는 메이시를 증인으로 소환하여 그가 산타가 존재한다고 믿는다는 것을 인정하게 한다. 메이시는 그 후 소이어를 해고한다. 다음으로 프레드는 마라의 어린 아들을 소환하여 그의 아버지가 산타가 진짜라고 말했다고 증언하게 한다. 마라는 그 점을 인정하지만, 프레드에게 다음 날까지 공인된 기관의 근거로 크리스가 "유일한" 산타클로스임을 증명하라고 요구한다.
한편 수잔은 크리스를 격려하기 위해 편지를 쓰고, 도리스도 서명한다. 뉴욕 법원에 있는 크리스에게 보내진 수잔의 편지를 본 뉴욕 우체국 우편 분류원은 산타에게 보내진 모든 배달 불능 우편물을 크리스에게 배달하여 보관 공간을 확보하자고 제안한다. 법정이 다시 시작되자 프레드는 우편물 배달 소식을 듣는다. 그는 우정청, 즉 연방 정부의 한 부서가 편지를 배달함으로써 크리스가 유일한 산타클로스임을 인정했다고 주장한다. 판사가 편지를 보겠다고 주장하자 우편 직원들은 많은 편지 봉투를 하퍼의 책상에 쏟아낸다. 하퍼는 사건을 기각한다.
크리스는 프레드, 도리스, 수잔을 자신의 현재 거주지인 브룩스 기념 노인 홈에서 열리는 크리스마스 축하 행사에 초대한다. 수잔은 크리스가 자신이 원했던 집을 구해줄 수 없었다는 것을 인정하자 크리스에 대한 믿음을 잃는다. 그러나 크리스가 프레드와 도리스에게 교통 체증을 피하는 귀가 경로를 알려준 후, 수잔은 "판매 중" 표지판이 붙어 있는 자신이 꿈꾸던 집을 본다. 수잔은 황홀해하며 집으로 뛰어 들어간다. 프레드는 도리스가 수잔에게 믿음을 가지라고 격려했다는 것을 알게 되고, 결혼하여 그 집을 사자고 제안한다. 프레드와 도리스는 그 후 크리스의 지팡이와 똑같이 생긴 지팡이를 안에서 발견한다. 프레드는 크리스가 정말 산타클로스인지 궁금해하기 시작한다.

## 출연

### 주연
- 모린 오하라
- 존 페인
- 에드먼드 그웬

### 조연
- 진 로크하트
- 나탈리 우드
- 포터 홀
- 윌리엄 프롤리
- 제롬 코원
- 필립 통

## 기타
- 의상: 케이 넬슨

## 같이 보기
- 크리스마스 영화 목록